# Kaei
Kaei (japanska: 嘉永?, kaei) (28 februari 1848–27 november 1854) är en period i den japanska tideräkningen som inleddes för att markera kejsar Komeis trontillträde.
Namnet är hämtat ur ett citat från det kinesiska verket Songshu, med innebörden att en vis härskare är en härskare som lyssnar på goda råd.